# 마스다 타카히사 MASTER HITS
《마스다 타카히사 MASTER HITS》(일본어: 増田貴久 MASTER HITS)는 bayfm에서 금요일 23:00 ~ 23:30(정확하게는, 23:26까지)에 방송되고 있는 라디오 프로그램. 2005년 4월 1일 방송 개시.
DJ는, NEWS의 마스다 타카히사이다.

## 개요
평상시는 마스다 혼자서 DJ를 담당한다. 그러나, 마스다의 생일이나 테고마스의 CD가 발매될 때 등에는, NEWS의 테고시 유야와 함께 DJ를 담당하기도 한다.
마스다가 말하는 것이 서투르다고 잘 알려져 있고, MASTER HITS가 시작되었을 무렵에는 자주 말을 듣고 있었지만, 점점 잘 되었다. 마스다가 말을 잘못하는 일도 프로그램의 매력 포인트가 된 것 같다.
팬으로부터 마스다에게 묻는 소박한 질문, 사랑의 고민 등의 메일을 받아, 메일이 읽혀진 팬에게 MASTER HITS의 특제 리본을 우편으로 보낸다.
프로그램에서는 NEWS와 테고마스의 노래를 방송하는 일이 많다. 그러나 가끔 다른 쟈니즈의 그룹의 노래나, 다른 아티스트의 노래도 방송한다. 1회의 방송에 노래는 3곡 정도 방송한다.
크리스마스 직전의 방송에서는, 자주 청취자로부터 생으로 노래하면 좋겠다고 하는 메일이 많이 오고, 근래에는 생으로 노래하는 일이 많다.

## 코너
이번 주의 NEWS
마스다가 자신의 기뻤던 일이나 화났던 일 등, 그 일주일간에 경험한 것을 말하는 코너이다.
맛스 쿠킹
팬의 메일로 받은 레시피 등에 의해서 이 코너에서 요리를 만들어 먹거나 한다.
브레인 마스터
팬의 메일로 받은 수수께끼 등을 이 코너에서 읽고, 대답해 본다.
마스다 타카히사의 걸작
먹는 것과 같은 정도 음악을 좋아하는 마스다가, 자신이 명곡이라고 생각하는 노래를 방송한다.
맛스의 무리한 요구 마스터
시청자로부터 무리한 요구를 받아, 맛스가 해 보면 하는 코너.
만약 맛스가 ○○였다면
청취자로부터 ○○을 묻는 제목을 받아, 맛스가 흉내내 보면 하는 코너.

### 과거에 했던 특별한 코너
마스다 타카히사의 텔레폰 쇼킹
프로그램 방송 100회 스페셜에, 팬으로부터의 메일에 의해서 행해진 코너이다. 프로그램 중, 자신의 휴대 전화로 NEWS의 멤버 한 명에 전화를 걸고, 100회 기념을 축하받는다. 100회 기념에서는 NEWS의 코야마 케이치로에게 전화를 걸었다. 그때 코야마와 함께 있던 NEWS의 카토 시게아키에게도 축하받았다. 덧붙여 이 방송으로부터, 프로그램의 콜 아웃 스페셜 등이 있을 때, 맛스는 절대 코야마에 전화하게 되어 있지만, 자신의 휴대 전화라면 잡음이 심해서 들리지 않는다고 하는 청취자도 있었기 때문에, 스튜디오의 전화로 걸게 되었다.
스웨덴 퀴즈
테고마스로서 스웨덴에서 데뷔하고, 귀국하고 나서 행해진 코너이다. 마스다가 스웨덴에 관한 퀴즈를 대답한다.